# Савчак Вадим Євгенович
Вади́м Євге́нович Савча́к (2 лютого 1984, м. Бурштин — 19 травня 2015, с. Катеринівка, Попаснянський район) — солдат Збройних сил України.

## Життєвий шлях
Народився 2 лютого 1984 року в м. Бурштин, Івано-Франківська область, нині Україна.
Займався східними єдиноборствами, був членом бурштинського спортивного клубу «СЕЙДО». У грудні 2014-го зголосився добровольцем.
З 8 січня 2015-го — в окремому розвідувально-диверсійному батальйоні ім. Джохара Дудаєва Міністерства Оборони України, потім у підрозділі МГО «Козацтво Запорозьке», згодом — батальйон «Патріот».
19 травня 2015 року близько полудня поруч із селом Катеринівка військовики помітили рух у лісопосадці в напрямі Стахановця біля самої лінії розмежування та вирушили на розвідку. Біля села знайшли покинуті позиції терористів. Повертаючись на мікроавтобусі з розвідки, загін потрапив у засідку. Олег Булатов зі своєю групою виїхав на допомогу бійцям, які потрапили в засідку. Терористи обстріляли з мінометів та гармат зі сторони Первомайська й Стаханова, тоді також полягли Денис Перепелиця, Олег Булатов та Микола Щуренко, 2 вояків зазнали поранень. Одна з куль Вадиму влучила просто в живіт, бронежилет не врятував.
Залишилися дружина Юлія та двоє маленьких дітей, 3-річний син Олександр і 3-місячна донька Каміла.
23 травня 2015-го похований в місті Бурштин.

## Нагороди
- Орден «За мужність» III ступеня (11.02.2020, посмертно), — за особисту мужність і самовіддані дії, виявлені у захисті державного суверенітету та територіальної цілісності України.
- Медаль «За жертовність і любов до України» (УПЦ КП, посмертно)
- медаль ВГО «Країна» «За відвагу» (посмертно)

## Вшанування пам'яті
- 26 червня — 1 липня 2015 року в Бурштині відбувся вишкільний табір «Новобранець», присвячений Вадиму Савчаку
- 20 листопада 2015-го на фасаді ЗОШ № 2 міста Бурштин відкрито та освячено меморіальну дошку випускнику Вадиму Савчаку